# Playa del Cuervo
La playa del Cuervo está situada en el municipio español de Albuñol, en la provincia de Granada, comunidad autónoma de Andalucía.